# Triumph (pop)

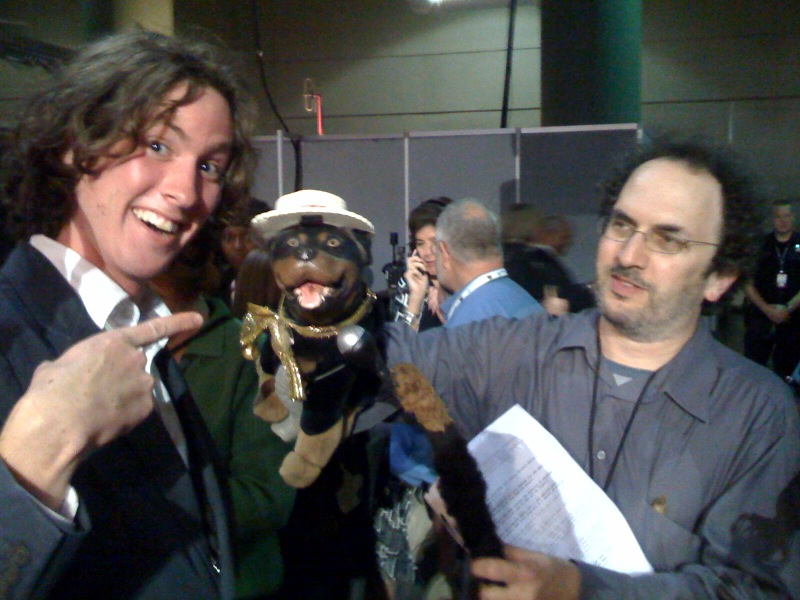
Robert Smigel (rechts) met Triumph, the Insult Comic Dog op zijn arm

Triumph, the Insult Comic Dog is een handpop in de vorm van een sigarenrokende Servische Berghond. Hij is het alter ego van komiek Robert Smigel, die in deze vorm bekendheden belachelijk maakt tijdens interviews. De creatie ontstond als item van de talkshow van Conan O'Brien.
Triumph verklaart doorgaans in kleine dialoogjes met O'Brien dat hij op zoek is gegaan naar mensen ' for me to poop on! ' ('om op te poepen'), voor een item start. Hij werd een cultfenomeen doordat Smigel vaak Triumphs sigaar uit zijn bek laat vallen als hij gaat praten, vaak zelf zijn lachen niet in kan houden en niet zelden vol met zijn arm in beeld staat tijdens interviews 'van Triumph'.

## Uitspraken
Onder meer:
- Bij een filmpremière vroeg Triumph aan Jennifer Lopez of hij haar billen mocht zien. Toen ze dat weigerde, verklaarde hij aan haar dat ze niet begreep dat haar billen voor een hond gelijk stonden aan het beklimmen van de Mount Everest.
- Bij de Amerikaanse première van de Star Warsfilm Attack of the Clones vervoegde Triumph zich tussen het voor de bioscoop wachtende publiek, met daarin een aanzienlijk percentage in Star Warsstijl verklede mannen. Hij vroeg onder meer aan een gezette man die zei een jedi te zijn of hij de speciale kracht had om veel M&M's te eten. Aan een andere bezoeker verkleed in een Darth Vader pak vroeg hij waar er een knop op zijn pak zat die diende om zijn moeder te bellen, om hem op te halen. Wanneer een volgende wachtende tegen Triumph zegt dat hij een apart wereldbeeld heeft, schatert 'de hond' uit ' It's called reality my friend ' ('dat is de realiteit vriend').
- Smigel/Triumph werd bij de hondenshow van de Westminster Kennel Club uit het jureerhokje gezet, nadat Triumph seksistische grappen - vanuit het perspectief van een hond - over de aanwezige deelnemers maakte. Waarna hij het plaatselijke winkeltje voor hondenspeeltjes als seksshop ging recenseren. Toen de winnaar van de hondenshow bekend werd gemaakt - een zwarte hond - hield Smigel Triumph onder de winnaar om te vermelden 'dat zwarten inderdaad het grootst geschapen zijn'
- Bij een prijsuitreiking stond Triumph op het podium met Dave Grohl, waar hij verklaarde dat hij die dag op niemand zou 'poepen'. Zeker niet op Madonna, want van alle bekendheden zou zij nog het eerst geneigd zijn seks te hebben met een hond. Hij verklaarde veel gemeen te hebben met Michael Jackson, omdat ze allebei voor het grootste gedeelte van rubber zijn en allebei af en toe een hand in hun rectum hebben. Justin Timberlake verdiende het ook niet om op 'gepoept' te worden. Hij zou zo goed kunnen dansen en zingen dat hij een soort 'andere blanke' Michael Jackson zou zijn. Een gedeelte van het uit sterren bestaande publiek, reageerde enthousiast op iedere grap, terwijl een paar van Triumphs slachtoffers minder de humor ervan inzagen